# Марк Робінс
Марк Гордон Робінс (англ. Mark Gordon Robins; нар. 22 грудня 1969, Олдем Англія) — англійський футболіст і футбольний тренер. В даний час є головним тренером клубу «Ковентрі Сіті».

## Кар'єра гравця
Робінс є вихованцем академії «Манчестер Юнайтед». У грудні 1986 року підписав професійний контракт з клубом. Дебютував в основному складі «Юнайтед» 12 жовтня 1988 року в грі Кубка Футбольної ліги проти «Ротерем Юнайтед». У 1990 році відіграв велику роль у перемозі «Манчестер Юнайтед» в Кубку Англії. У третьому раунді Кубка Англії «Юнайтед» грав у гостях проти «Ноттінгем Форест». На той момент в пресі активно обговорювалися чутки про можливе звільнення Алекса Фергюсона через невдалі результати команди в чемпіонаті. Виліт «Юнайтед» з кубкового турніру міг означати негайне звільнення шотландського фахівця. Однак команда здобула перемогу в цьому матчі, завдяки голу Марка Робінса, який вийшов на заміну і замкнув крос Марка Хьюза. Надалі «Юнайтед» дістався фіналу Кубка Англії (Робінс забивав у 5 раунді проти «Ньюкасл Юнайтед» і в переграванні півфіналу проти «Олдем Атлетік»), в якому обіграв «Крістал Пелас». Ця перемога зберегла тренерський пост за Фергюсоном, а Марк Робінс пізніше був названий в пресі людиною, яка «врятувала Алекса Фергюсона від звільнення».
В сезоні 1989/90 Робінс забив за клуб 10 м'ячів (7 — в чемпіонаті і 3 — в Кубку Англії). Його гол у ворота «Ноттінгем Форест» 7 січня 1990 року також став першим голом, забитим «Манчестер Юнайтед» в 1990-і роки. Більше Робінса в тому сезоні забив тільки Марк Г'юз. У сезоні 1990/91 Робінс забив 5 м'ячів. Він допоміг команді виграти Кубок володарів кубків.
У сезоні 1991/92 Робінс провів у лізі лише 2 матчі, а у всіх турнірах зіграв вісім матчів. 30 жовтня 1991 року забив два м'ячі у ворота «Портсмута» в рамках Кубка ліги. 19 листопада 1991 року був на лавці запасних «Юнайтед» у матчі Суперкубка Європи, в якому англійський клуб переміг «Црвену Звезду».
Всього провів за «Юнайтед» 70 матчів і забив 17 м'ячів.
14 серпня 1992 року був проданий в «Норвіч Сіті» за 800 000 фунтів. У своєму дебютному матчі за клуб 15 серпня 1992 року допоміг «канаркам» обіграти «Арсенал», забивши два голи у ворота Девіда Сімена. Цей матч також був першим матчем для клубу в ноутвореній Прем'єр-лізі, і Робінс став автором першого голу за «Норвіч Сіті» в історії цього турніру. За підсумками сезону 1992/93 «Норвіч» кваліфікувався в Кубок УЄФА, посівши у чемпіонаті 3-тє місце (чемпіоном став екс-клуб Робінса, «Манчестер Юнайтед»). У наступному сезоні «Норвіч Сіті» посів у чемпіонаті лише 12-те місце. Марк виступав за «канарок» протягом двох з половиною сезонів, зіграв у 68 матчах і забив 20 м'ячів у рамках ліги.
У січні 1995 року після конфлікту з головним тренером клубу попросив виставити себе на трансфер, після чого був проданий в «Лестер Сіті» за 1 млн фунтів.
Виступав за «Лестер» з 1995 по 1998 рік і допоміг команді виграти Кубок Футбольної ліги в 1997 році. У 1996 році був в оренді в данському «Копенгагені», забивши 4 голи у 6 матчах чемпіонату. Після чого також на правах оренди грав за «Редінг».
1998 року відправився за кордон, де грав за іспанський «Оренсе» та грецький «Паніоніос», після чого повернувся на батьківщину. Надалі грав за «Манчестер Сіті», «Волсолл», «Ротергем Юнайтед», «Бристоль Сіті», «Шеффілд Венсдей» і «Бертон Альбіон», де і завершив кар'єру 2005 року.

## Досягнення

### Командні досягнення
Манчестер Юнайтед
- Володар Кубка Англії: 1989–90
- Володар Суперкубка Англії: 1990
- Володар Кубка володарів кубків УЄФА: 1990–91
- Володар Суперкубка Європи: 1991

 Лестер Сіті
- Володар Кубка Футбольної ліги: 1996–97

### Особисті досягнення
- Нагорода Дензіла Гаруна: 1988/89
- Нагорода Дензіла Гаруна кращому резервісту року: 1989/90

## Тренерська кар'єра
У червні 2000 року Робінс перейшов у «Ротерем Юнайтед» як гравець, а п'ять років потому, в лютому 2005 року, став асистентом головного тренера команди Алана Нілла. 1 березня 2007 року Нілл був звільнений, і Робінс став виконуючим обов'язки головного тренера клубу. Після серії хороших результатів 6 квітня 2007 року Робінс був затверджений на посаді постійного головного тренера «Ротерем Юнайтед».
9 вересня 2009 року Робінс був призначений головним тренером «Барснлі». У травні 2011 року залишив пост головного тренера клубу через розбіжності з керівництвом клубу з приводу «обмеженого бюджету»
19 вересня 2012 року Робінс був призначений головним тренером клубу «Ковентрі Сіті», уклавши з клубом трирічний контракт.
14 лютого 2013 року Робінс був представлений як головний тренер клубу «Гаддерсфілд Таун». Через три дні провів свою першу гру в ролі головного тренера команди: це був матч п'ятого раунду Кубка Англії проти «Віган Атлетік». У серпні 2014 року, після поразки в першому матчі сезону від «Борнмута» з рахунком 0:4, Робінс покинув пост головного тренера клубу за угодою сторін.
13 жовтня 2014 року Робінс був призначений головним тренером клубу «Сканторп Юнайтед». 18 січня 2016 року він був звільнений після того, як «Сканторп» здобув лише 2 перемоги у 8 матчах.
6 березня 2017 року вдруге став головним тренером «Ковентрі Сіті».

## Тренерська статистика
| Клуб             | Початок роботи  | Завершення роботи | Показники | Показники | Показники | Показники | Показники |
| Клуб             | Початок роботи  | Завершення роботи | М         | В         | Н         | П         | % перемог |
| ---------------- | --------------- | ----------------- | --------- | --------- | --------- | --------- | --------- |
| Ротергем Юнайтед | 1 березня 2007  | 9 вересня 2009    | 129       | 56        | 30        | 43        | 43,41     |
| Барнслі          | 9 вересня 2009  | 15 травня 2011    | 92        | 29        | 25        | 38        | 31,52     |
| Ковентрі Сіті    | 19 вересня 2012 | 14 лютого 2013    | 33        | 17        | 6         | 10        | 51,52     |
| Гаддерсфілд Таун | 14 лютого 2013  | 10 серпня 2014    | 68        | 23        | 14        | 31        | 33,82     |
| Сканторп Юнайтед | 13 жовтня 2014  | 18 січня 2016     | 71        | 23        | 23        | 25        | 32,39     |
| Ковентрі Сіті    | 6 березня 2017  | понині            | 7         | 3         | 0         | 4         | 42,9      |
| Разом            | Разом           | Разом             | 398       | 150       | 98        | 150       | 37.69     |